# Санаторійна зона (повість)
«Санаторійна зона» (пізніша назва — «Повість про санаторійну зону») — повість М. Хвильового (1924), в якій письменник зобразив
«санаторійну зону», якою стало пореволюційне українське суспільство.

## Ідейно-тематичний зміст
М. Хвильовий у повісті показав, що розгул жорстокості, жахи громадянської війни не минули безслідно для духовного здоров'я народу, нації. Колишні революціонери, будівничі нового життя стають «зайвими людьми», відчуваючи прірву між своїми ідеалами й реальною дійсністю, їх шлях невизначений, їхні долі понівечені.
За словами С. Павличко, М. Хвильовий «здійснює власний психологічний аналіз епохи та свого героя, дійшовши невтішного висновку: обоє невиліковні.» М. Наєнко з цього приводу зазначає: «Санаторійна зона — це спроба епічного погляду не на окреме звиродніння вчорашніх „муралів революції“, а на загальне божевілля комуністичної системи і людини в ній.»
У повісті можна виокремити такі теми: самотності, туги, смутку, незадоволеності життям.

## Сюжет
Повість складається із щоденникових записів «хворої», яка вже на першій сторінці зазначає: «санаторійна зона — не театр маріонеток — це є розклад певної групи суспільства, за який (розклад) і за яку (групу) я не беру відповідальності.»
Автор змальовує ізольований від життя санаторій, в якому лікуються вчорашні романтики революції від найрізноманітніших душевних хвороб: неврастенії, психопатства, звичайного одуріння. Комуністичні ідеали цих людей зруйновані, вони усвідомлюють власну приреченість, несумісність з добою. Санаторій постає прообразом цілого суспільства, у якому пробують вилікуватися представники всіх прошарків божевільного режиму.
Загальна картина санаторію така: виття собаки, крик санаторійного дурня, постійно похмурі пейзажі, туман «стоїть стіною», смерть, яка переслідує всіх і декого наздоганяє, відчуття незахищеності і фатальної самотності, атмосфера недовіри й підозрілості. Скрізь панує істерика, божевілля. При цьому мешканці санаторію намагаються жити звичайним життям: «крутити пуговки» (тобто заводити між собою любовні романи), удаватися до філософських роздумів.
Відповідальність в повісті за суспільство, яке постає в образі «санаторійної зони», взяв на себе спочатку Хлоня, втопившись у санаторійній водоймі, згодом повторив його «подвиг» Анарх, зважується від'їхати в сибірську тайгу сестра Катря. Залишилися в зоні тільки явні та приховані чекісти, «хвора» пацієнтка, санаторійний дурень як крайнє уособлення комуністичного божевілля, миршевий дідок та інші психопати-унікуми, що склали основу структури радянського котловану.
Дійсний світ М. Хвильового заселений різноманітними привидами, фантомами, примарними підозрілими постатями, ірреальними образами. Саме цей світ, навалившись на героїв повісті, часто підштовхує їх до страшних вчинків — морального та фізичного самознищення, спостерігається постійне заперечення суспільства, яке живе й діє згідно з логікою абсурду.

## Герої
Головним героєм та безпосередньо голосом автора є Анарх. Саме він — втілення роздумів, переживань, душевного неспокою й сумнівів М. Хвильового.
Анарх (ласкаво-глузливо названий Савонаролою) — недавній боєць революції, її «караючий меч», волелюбний мрійник, що переживши крах своїх ідей та ілюзій, опинився у становищі безпорадного хворого. Зло, заподіяне ним заради високої ідеї, — розстріли, «вбивство Бога» — почало свою руйнівну місію із душі Анарха, знищуючи його власні життєві сили, врешті призводить до самогубства.
Майя — подруга Анарха. Таємна чекістка, готова вислідити, донести, революційною фразою розіп'ясти ближнього на політичному хресті. Шпигунство стає потребою її душі, єдиним засобом самоствердження. З власної ініціативи вона вистежує кожен крок Анарха з дня його появи в санаторії. Анарх не відчуває до Майї, котра шпигувала за ним, торгувала своїм тілом, злоби. Він приймає перевернуту ієрархію цінностей, моральний кодекс, яким вона керується.
Хлоня — романтик революції, юний творець патетичних новел. Він шкодує за тим, що «моя епоха затуманила мій мозок і раптом зникла». Кілька разів намагався втопитися тільки через те, що «Леніна я вже ніколи не побачу».
Карно — «караюча десниця» переможної революції. Замаскований агент, який за всіма стежив (читав навіть їхні листи).
Катря — медична сестра. З задушливого санаторійного життя постійно намагається втекти в сибірську тайгу. Вона уособлює наївне сковородинівське поривання осмислити філософію життя.
Унікум — пристосуванець-обиватель. Замість бути згідно з асоціацією унікальною, уособлює загальний примітивізм.